# Musoniella laevithorax
Musoniella laevithorax är en bönsyrseart som beskrevs av Lucien Chopard 1916. Musoniella laevithorax ingår i släktet Musoniella och familjen Thespidae. Inga underarter finns listade i Catalogue of Life.